# Первое правительство Лаваля
Первое правительство Лаваля — кабинет министров, правивший Францией с 27 января по 13 июня 1931 года, в период Третьей французской республики, в следующем составе:
- Пьер Лаваль — председатель Совета министров и министр внутренних дел;
- Аристид Бриан — министр иностранных дел;
- Андре Мажино — военный министр;
- Пьер-Этьен Фланден — министр финансов;
- Франсуа Пьетри — министр бюджета;
- Адольф Ландри — министр труда и условий социального обеспечения;
- Леон Берар — министр юстиции;
- Шарль Дюмон — морской министр;
- Луи де Шаппеделэн — министр торгового флота;
- Жак-Луи Думениль — министр авиации;
- Марио Рустан — министр общественного предписания и искусств;
- Огюст Шампетье де Риб — министр пенсий;
- Андре Тардьё — министр сельского хозяйства;
- Поль Рейно — министр колоний;
- Морис Делинь — министр общественных работ;
- Камиль Блэсо — министр здравоохранения;
- Шарль Гуэрнье — министр почт, телеграфов и телефонов;
- Луи Роллен — министр торговли и промышленности.